# Condado (Pernambouc)
Pour les articles homonymes, voir Condado.
Condado est une municipalité brésilienne située dans l'État du Pernambouc.